# Camélas
Camélas is een gemeente in het Franse departement Pyrénées-Orientales (regio Occitanie) en telt 437 inwoners (2005). De plaats maakt deel uit van het arrondissement Perpignan.

## Geografie
De oppervlakte van Camélas bedraagt 12,9 km², de bevolkingsdichtheid is 33,9 inwoners per km².
De onderstaande kaart toont de ligging van Camélas met de belangrijkste infrastructuur en aangrenzende gemeenten.

## Demografie
Onderstaande figuur toont het verloop van het inwonertal (bron: INSEE-tellingen).